# Кадирова Лариса Хамидівна
Лари́са Миколаївна Кади́рова (нар. 10 вересня 1943, Ташкент, Узбецька РСР, СРСР) — радянська, українська акторка театру і кіно. Народна артистка Української РСР (1982). Засновниця та незмінна директор Міжнародного театрального фестивалю жіночих монодрам «Марія» з часу його заснування (2004). Лауреатка премії «Київська пектораль» у номінації «За вагомий внесок у розвиток театрального мистецтва» (2019).

## Життєпис
Народилася 10 вересня 1943 року у Ташкенті. Закінчила драматичну студію при театрі імені Марії Заньковецької (1963, майстерня Б. Тягна) та Київський державний інститут театрального мистецтва імені І. Карпенка-Карого (1981). 
Працювала у Львівському українському драматичному театрі імені М. Заньковецької (1963—1993). Паралельно з роботою в театрі Лариса Кадирова навчалась на мистецтвознавчому факультеті художнього інституту імені І. Репіна Ленінградської Академії мистецтв. 
З 1993 року — акторка Національного українського драматичного театру імені І. Франка та театру «Сузір'я». 
З 1993 року — президент міжнародної благодійної організації «Міжнародний інститут театру» (Український центр), з 1998 — професор Національної музичної академії імені П. Чайковського.
- Лауреатка Шевченківської премії за 2008 рік
- Лауреатка Театральної нагороди імені Марії Заньковецької
- Заслужена діячка мистецтв Автономної Республіки Крим
- Артдиректор Міжнародного фестивалю «Боспорські агони»
- Голова правління благодійної організації «Шевченківський фонд XXI»
- Директор-художня керівниця міжнародного фестивалю моновистав актрис «Марія»

Членкиня Національної спілки театральних діячів України.

## Театральні роботи
Національний академічний український драматичний театр імені Марії Заньковецької
- «Маклена Граса» М. Куліша — Маклена
- «Камінний господар» Лесі Українки — Донна Анна
- «Чайка» А.Чехова — Ніна Заречна
- «Марія Заньковецька» І. Рябокляча — Марія Заньковецька (вистава перебувала у репертуарі театру протягом 22 років та була показана близько 600 разів)
- «Прапороносці» за О. Гончарем — Шура Ясногорська
- «Тартюф» Мольєра — Ельміра
- «Федра» Расіна — Федра

Національний академічний драматичний театр імені Івана Франка
- Росмерсгольм Г.Ібсена — Ребекка Вест
- «Тартюф» Мольєра — Пані Пернель
- «Посаг кохання» Г. Г. Маркеса
- «…Бути…» А. Казанчана
- «Сара Бернар — наперекір усьому» З. Хшановського, Л. Кадирової — Сара Бернар
- «Всі ми — киці і коти» М. Заліте — Зента

## Фільмографія
- 1978 — «Спокута чужих гріхів» — Ганна
- 1990 — «Історія пані Ївги»
- 1991 — «Мина Мазайло» — Баронова — Козино
- 1991 — «Голод-33»
- 1990 — «Далі польоту стріли»
- 1991 — «Нам дзвони не грали, коли ми вмирали» — жінка-страдниця
- 1993 — «Пастка» — Аліція Горська, вчителька музики
- 1994 — «Амур і Демон»
- 1994 — «Царівна» (телесеріал) — пані Марко